# Dorf Mecklenburg
Dorf Mecklenburg ist eine Gemeinde im Landkreis Nordwestmecklenburg in Mecklenburg-Vorpommern. Sie ist der Verwaltungssitz des Amtes Dorf Mecklenburg-Bad Kleinen, dem weitere acht Gemeinden angehören. Der Ort ist Teil der Metropolregion Hamburg.

## Geografie
Die Gemeinde Dorf Mecklenburg liegt zwischen der Hansestadt Wismar und dem Schweriner See, einem der größten deutschen Seen. Im leicht hügeligen Gelände befindet sich hier die Nordsee-Ostsee-Wasserscheide nur etwa zehn Kilometer von der Ostsee (Wismarer Bucht) entfernt. An der Gemeinde führt westlich der Wallensteingraben vorbei, der den Schweriner See als einziger Abfluss mit der Ostsee verbindet und von 1577 bis 1582 unter Herzog Ulrich entstand.
Umgeben wird Dorf Mecklenburg von der Stadt Wismar im Norden und den Nachbargemeinden Lübow im Nordosten, Hohen Viecheln im Südosten, Bad Kleinen im Süden, Groß Stieten im Südwesten, Bobitz im Westen sowie Metelsdorf im Nordwesten.
Die Gemeinde Dorf Mecklenburg besteht aus folgenden Ortsteilen:
| - Dorf Mecklenburg - Karow - Kletzin | - Moidentin - Olgashof - Petersdorf | - Rambow - Rosenthal - Steffin |

Karow wurde 1928 im Güter-Adressbuch von Mecklenburg mit einem 35 ha Hof der Familie F. Schröder geführt. Vormals war die Gemarkung von Karow in mehreren Erbpachthufen aufgegliedert.
Kletzin bestand aus drei nummerierten 40 ha Bauernhöfen der Familien F. Westphal, J. Fromm sowie W. Siedenschnur.
Moidentin galt als Domäne des Freistaates Mecklenburg-Schwerin. Dieser fiskalischer Besitz von 331 ha wurde in Pacht gegeben, auch an Fritz Röper. Seine Vorfahren waren im Dorf schon Hausgutspächter. Der den damals höchsten Punkt der Region kennzeichnende Granitblock mit dem Schriftzug Burg Mecklenburg stammte einst aus der Feldmark Moidentin.
Olgashof hat eine sehr wechselvolle Historie. Es bestand in der vorletzten Jahrhundertwende als kleiner Gutssitz, 68,9 ha. Besitzer war die Familie von Poncet, vertreten durch Gaston von Poncet (1876–1937) und seiner Frau Ursula, geborene von Unruh (1886–1971). Das Paar lebte nicht dauerhaft auf Olgashof, zumeist in Bayern, wo beide auch starben. Zu Zeiten der DDR war die Landhausvilla ein Jugendwerkhof und gehörte zu einer Struktur mehrerer Einrichtungen, als Außenstelle des JWH Reinstorf. Heute wird das Gebäude und die direkt dazugehörigen 2,5 ha von der Gemeinschaft Olgashof genutzt und dient auch als Gäste- und Tagesstätte.
Petersdorf gehörte mit den Gütern Bobitz, Groß Krankow, Köchelsdorf, Tressow sowie Reservaten in Quaal und Käselow zum Güterkomplex der Grafen von der Schulenburg. Das eingeschossige Gutshaus Petersdorf ist erhalten.
Rambow wurde 1325 genannt, als Fürst Heinrich II. einen Grundstücksverkauf des Hermann von Rambow genehmigte; die Adelsfamilie wurde 1284 erstmals urkundlich erwähnt. Das Gut war u. a. im Besitz der Familien von Rambow (13./14. Jahrhundert) und von Bülow (1759–1771).
Rosenthal war ein Ort mit einem 134 ha Gut und stand bis Mitte des 20. Jahrhunderts so im Verbund mit Petersdorf, Besitzer Ernst Bock.
Steffin: Das Gut war seit 1865 Erbpachthof der Familie Ziemsen. Das Gut führten Ernst Ziemsen (1828–1909) und Harald Ziemsen. Das neoklassizistische dreigeschossige Gutshaus wurde erneuert.

## Geschichte
Die Mecklenburg, die ehemalige Burg der Gemeinde, ist Namensgeber für die gesamte Landschaft Mecklenburg und für das Land Mecklenburg-Vorpommern.
Die Burganlage der slawischen Abodriten wurde bereits 965 in einem Bericht des arabischen Händlers Ibrahim Ibn Jacub als Nakons Burg bezeichnet. Wie bei einer Ausgrabung von 1967 bis 1969 festgestellt wurde, ist sie in der ersten Hälfte des 7. Jahrhunderts entstanden. Aus Mikelenburg wurde im Laufe der Zeit Mecklenburg. König Otto III. erwähnte am 10. September 995 erstmals urkundlich die Mecklenburg. Bei ihr war ein wichtiger Sklavenmarkt. Sie wurde allerdings 1256 nach mehreren Zerstörungen wieder abgerissen, das Material wurde für den Bau des Schlosses Fürstenhof in der damals aufblühenden Stadt Wismar am südlichsten Punkt der Ostsee verwendet. Nachdem die Burg 1277 für die Schweriner Fürsten noch einmal aufgebaut worden war, wurde sie 45 Jahre später erneut und endgültig zerstört. Aus der Siedlung der Vorburg entstand in der Mitte des 14. Jahrhunderts das Dorf Mecklenburg. Die jetzige Straße „Am Burgwall“ führt zu dem heute noch sichtbaren Ringwall, der seit den letzten Jahren des 19. Jahrhunderts als Friedhof genutzt wird.
Von 1952 bis 1994 gehörte Dorf Mecklenburg zum Kreis Wismar-Land (bis 1990 im DDR-Bezirk Rostock, 1990–1994 im Land Mecklenburg-Vorpommern). Seit 1994 liegt die Gemeinde im Landkreis Nordwestmecklenburg.

## Bevölkerung
| Jahr | Einwohner |
| ---- | --------- |
| 1990 | 2690      |
| 1995 | 2998      |
| 2000 | 3006      |
| 2005 | 3090      |
| 2010 | 2902      |
| 2015 | 3023      |

| Jahr | Einwohner |
| ---- | --------- |
| 2020 | 3162      |
| 2021 | 3273      |
| 2022 | 3346      |
| 2023 | 3294      |

Stand: 31. Dezember des jeweiligen Jahres

## Politik

### Gemeindevertretung
Die Gemeindevertretung von Dorf Mecklenburg besteht aus 14 Mitgliedern. Die Kommunalwahl am 9. Juni 2024 führte bei einer Wahlbeteiligung von 68,6 % zu folgendem Ergebnis:
| Partei / Wählergruppe                           | Stimmenanteil 2019 | Sitze 2019 |  | Stimmenanteil 2024 | Sitze 2024 |
| ----------------------------------------------- | ------------------ | ---------- |  | ------------------ | ---------- |
| Freie Wählergemeinschaft Dorf Mecklenburg (FWG) | 40,1 %             | 7          |  | 44,9 %             | 6          |
| CDU                                             | 19,2 %             | 3          |  | 18,3 %             | 3          |
| Die Linke                                       | 17,9 %             | 2          |  | 10,9 %             | 2          |
| Einzelbewerber Jörg Spangenberg                 | –                  | –          |  | 08,5 %             | 1          |
| Einzelbewerberin Sabine Chobe                   | –                  | –          |  | 06,1 %             | 1          |
| Einzelbewerber Andreas Grahn                    | 04,6 %             | 1          |  | 05,6 %             | 1          |
| Einzelbewerber Mathias Linde                    | –                  | –          |  | 03,0 %             | –          |
| Einzelbewerberin Kathrin Gerhahn                | –                  | –          |  | 01,5 %             | –          |
| FDP                                             | –                  | –          |  | 01,1 %             | –          |
| SPD                                             | 09,4 %             | 1          |  | –                  | –          |
| Bündnis 90/Die Grünen                           | 08,9 %             | 1          |  | –                  | –          |
| Insgesamt                                       | 100 %              | 15         |  | 100 %              | 14         |

### Bürgermeister
- bis 2014: Peter Sawiaczinski (Freie Wählergemeinschaft Dorf Mecklenburg), 2014 verstorben
- 2015–2019: Torsten Tribukeit (Die Linke)[15]
- 2019–2023: Burkhard Biemel (Freie Wählergemeinschaft Dorf Mecklenburg), am 26. Mai 2019 mit 51,6 % der gültigen Stimmen gewählt[16]
- seit 2023: Jörg Dargel (Freie Wählergemeinschaft Dorf Mecklenburg), am 23. Juli 2023 mit 58,2 % der gültigen Stimmen gewählt[17]

Die Amtsdauer des Bürgermeisters beträgt fünf Jahre.

### Wappen
| Wappen von Dorf Mecklenburg | Blasonierung: „Geteilt von Rot und Gold, oben eine silberne Wallburg mit drei Türmen, unten ein hersehender, goldgekrönter und silberngehörnter schwarzer Stierkopf mit aufgerissenem roten Maul, silbernen Zähnen, ausgeschlagener roter Zunge und in sieben Spitzen abgerissenem Halsfell.“ |
| Wappen von Dorf Mecklenburg | Wappenbegründung: Das Wappen fügt das Symbol für eine slawische Burg mit dem Herrschaftszeichen der Herren zu Mecklenburg und traditionellen Wappenbild Mecklenburgs, dem schwarzen Stierkopf mit dem abgerissenen Halsfell, zusammen. Mit diesem bildlichen Bezug zur Burg Mecklenburg erinnert es an den Ausgangspunkt des heutigen Dorfes. Von der einstigen Größe dieser Burganlage, die zunächst dem Fürstenhaus und später dem Land den Namen gab, kündet noch heute ein fast neun Meter hoher und zwanzig Meter breiter Wall, der einen Raum von etwa 1,4 ha umschließt. Das Wappen wurde vom Wodorfer Rolf Möller gestaltet. Es wurde am 21. November 1991 durch das Ministerium des Innern genehmigt und unter der Nr. 7 der Wappenrolle des Landes Mecklenburg-Vorpommern registriert. |

### Flagge
Die Flagge wurde von dem Rosenthaler Peter Neichel gestaltet und am 9. August 2012 durch das Ministerium des Innern genehmigt.
Die Flagge ist gleichmäßig längs gestreift von Rot und Gelb. In der Mitte der Streifen liegen jeweils die Figuren des Gemeindewappens: im roten Streifen eine weiße slawische Burg mit drei Türmen auf dem Wall, die zwei Drittel der Höhe des Streifens einnimmt, im gelben Streifen ein hersehender, gelbgekrönter schwarzer Stierkopf mit aufgerissenem rotem Maul, weißen Zähnen, ausgeschlagener roter Zunge, in sieben Spitzen abgerissenem Halsfell und weißen Hörnern, der sieben Neuntel der Höhe des Streifens einnimmt. Die Höhe des Flaggentuchs verhält sich zur Länge wie 2:3.

### Dienstsiegel
Das Dienstsiegel zeigt das Gemeindewappen mit der Umschrift GEMEINDE DORF MECKLENBURG • LANDKREIS NORDWESTMECKLENBURG.

## Sehenswürdigkeiten

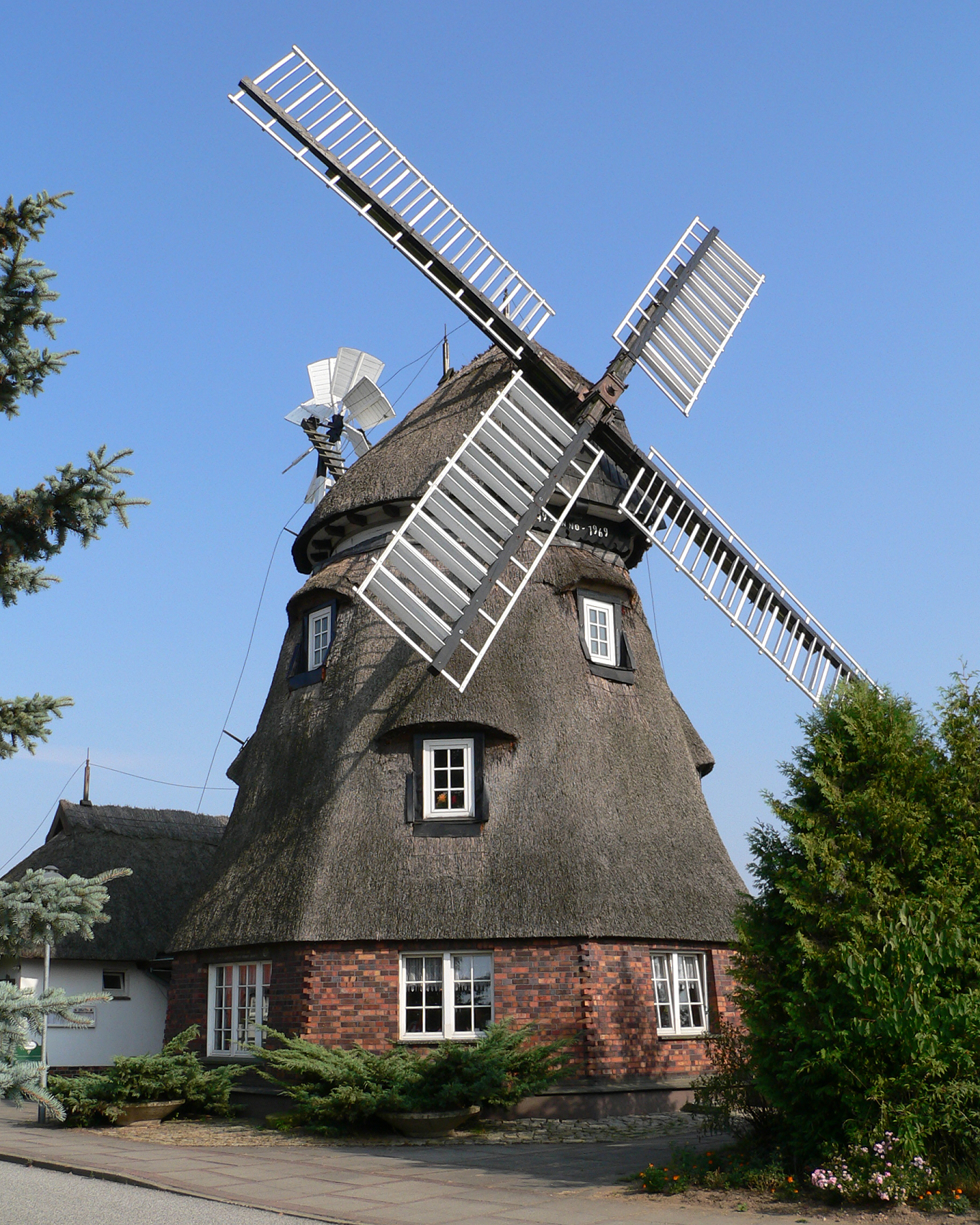
Holländerwindmühle

- Dorfkirche Dorf Mecklenburg, Backsteinbau aus dem 14. Jahrhundert; Innen: Bemalte Kassettendecke (17. Jahrhundert), Altar von 1622, Kanzel von 1618, Triumphbalken mit Kreuzigungsgruppe von 1633.
- Windmühle auf dem 43 Meter hohen Rugenberg, 1849 erbaute Sockelgeschoss-Holländerwindmühle, beherbergt heute einen Hotel- und Restaurantbetrieb.[21]
- Kreisagrarmuseum von 1978 im umgesetzten Fachwerkhaus mit Dauerausstellung auf etwa 1000 m²: Einblick in die Landwirtschaft mit Landmaschinen und Geräte, Geschichte der Burg, des Ortes und des Wallensteingrabens, museumspädagogische Programme, Sonderausstellungen und Veranstaltungen.[22] Es stellt 8 Motorräder, 3 Mopeds, 3 Fahrräder, 1 Automobil, 27 Lastkraftwagen und Traktoren, 12 Motoren sowie Sonderfahrzeuge wie Feldbahnlokomotiven aus.[23]
- Burgwall der ehemaligen Burg Mecklenburg
- Pfarrhaus von 1767, Fachwerkhaus und Pfarrscheune von 1701 sowie Predigerwitwenhaus vom um 1760 als Fachwerkbau
- Alte Dorfschule vom Ende des 19. Jahrhunderts
- Denkmal für die Opfer der Weltkriege, Findling mit Namenstafel für die Gefallenen des Ersten und Gedenktafel für die Toten des Zweiten Weltkriegs
- Gutshaus Olgashof

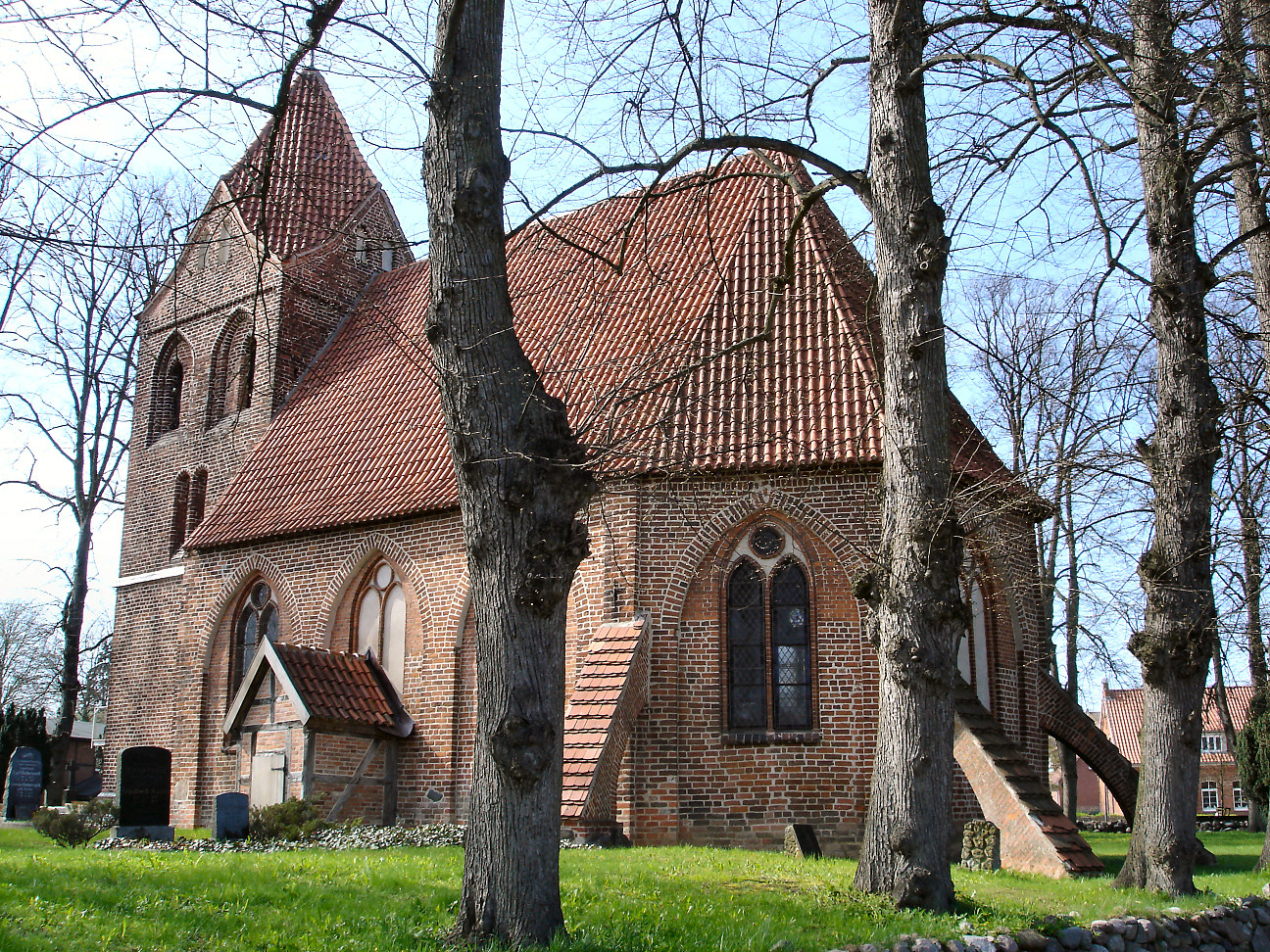
Dorfkirche
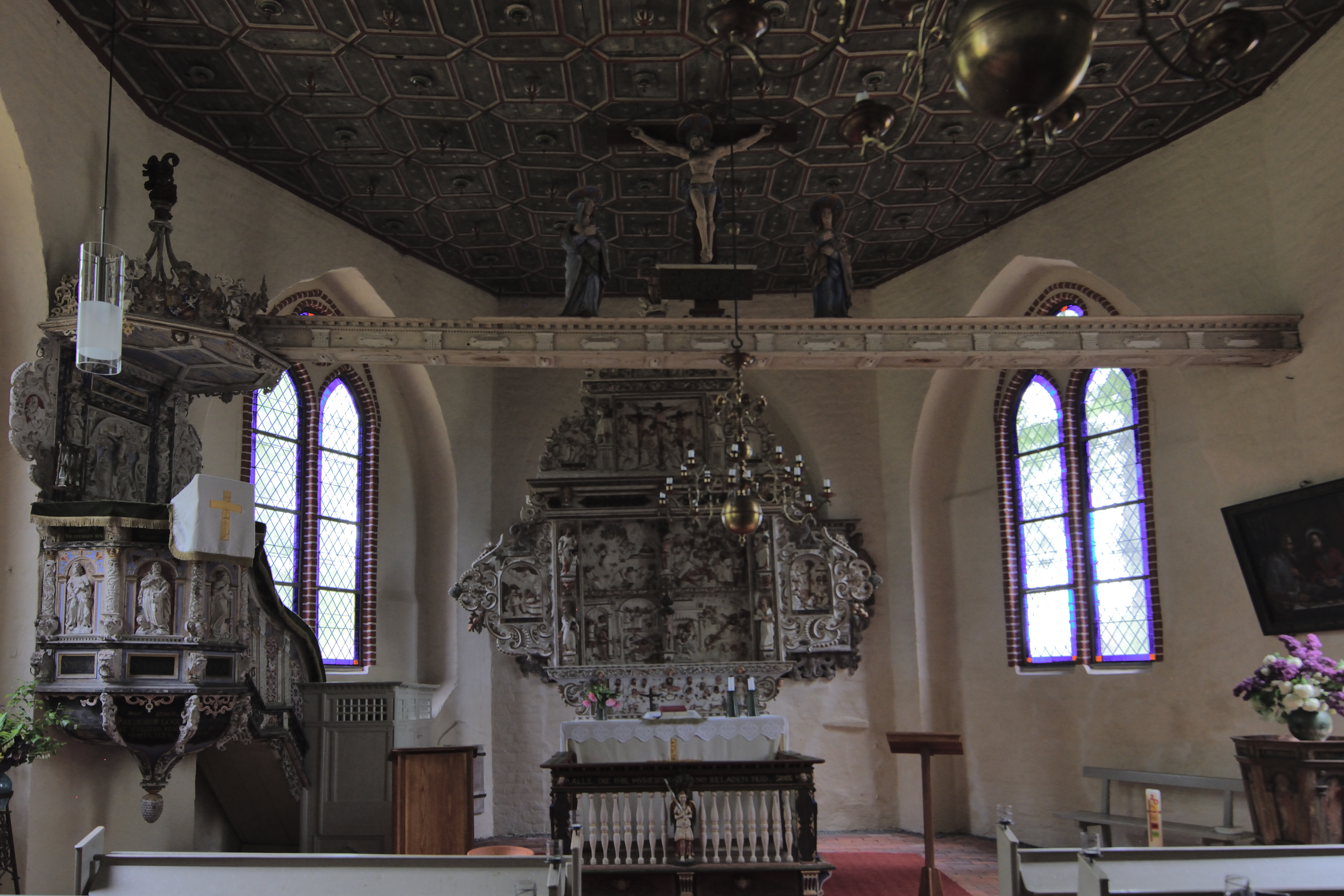
Kircheninneres
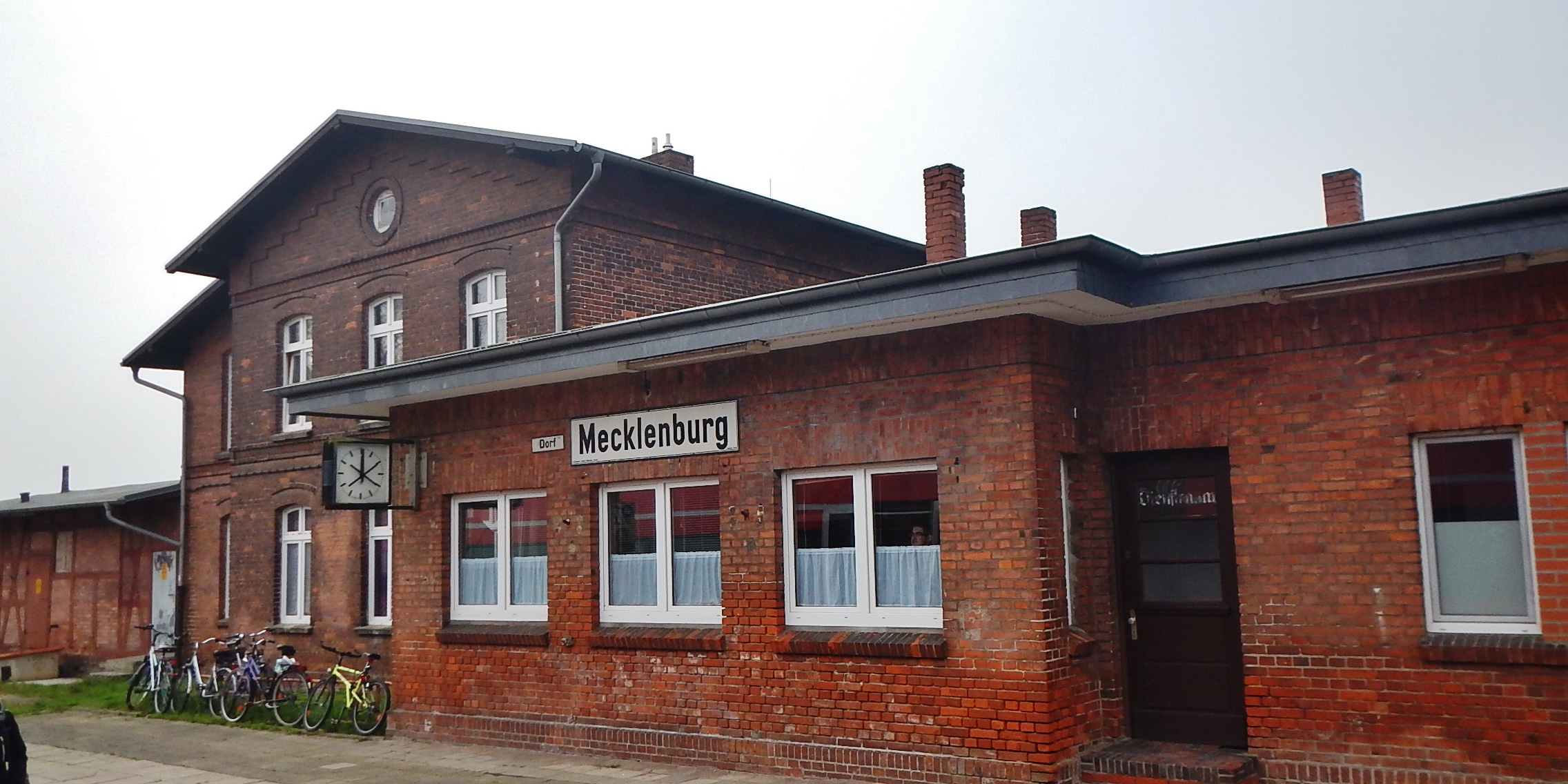
Bahnhof Dorf Mecklenburg
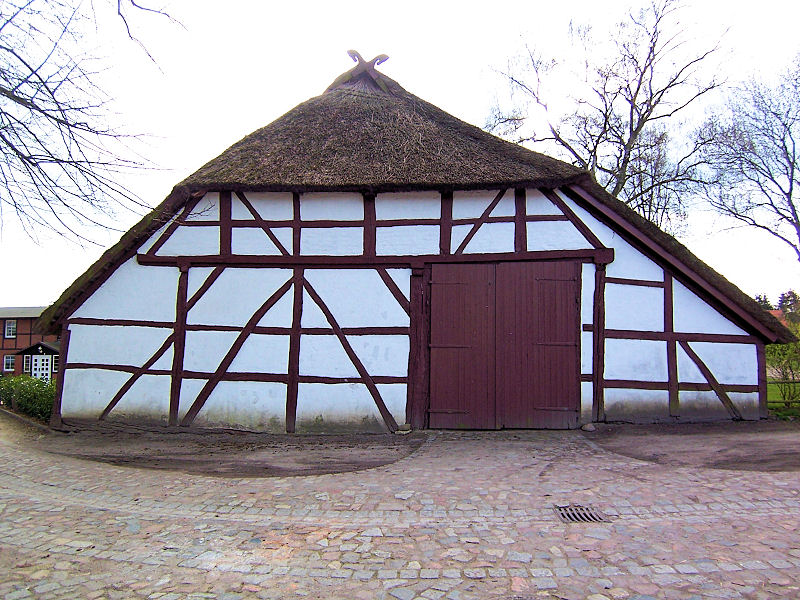
Alte Kirchenscheune
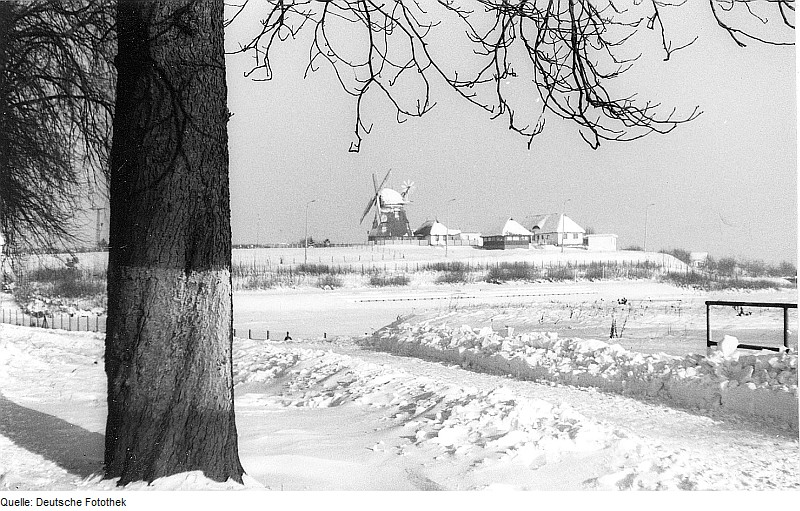
Winter
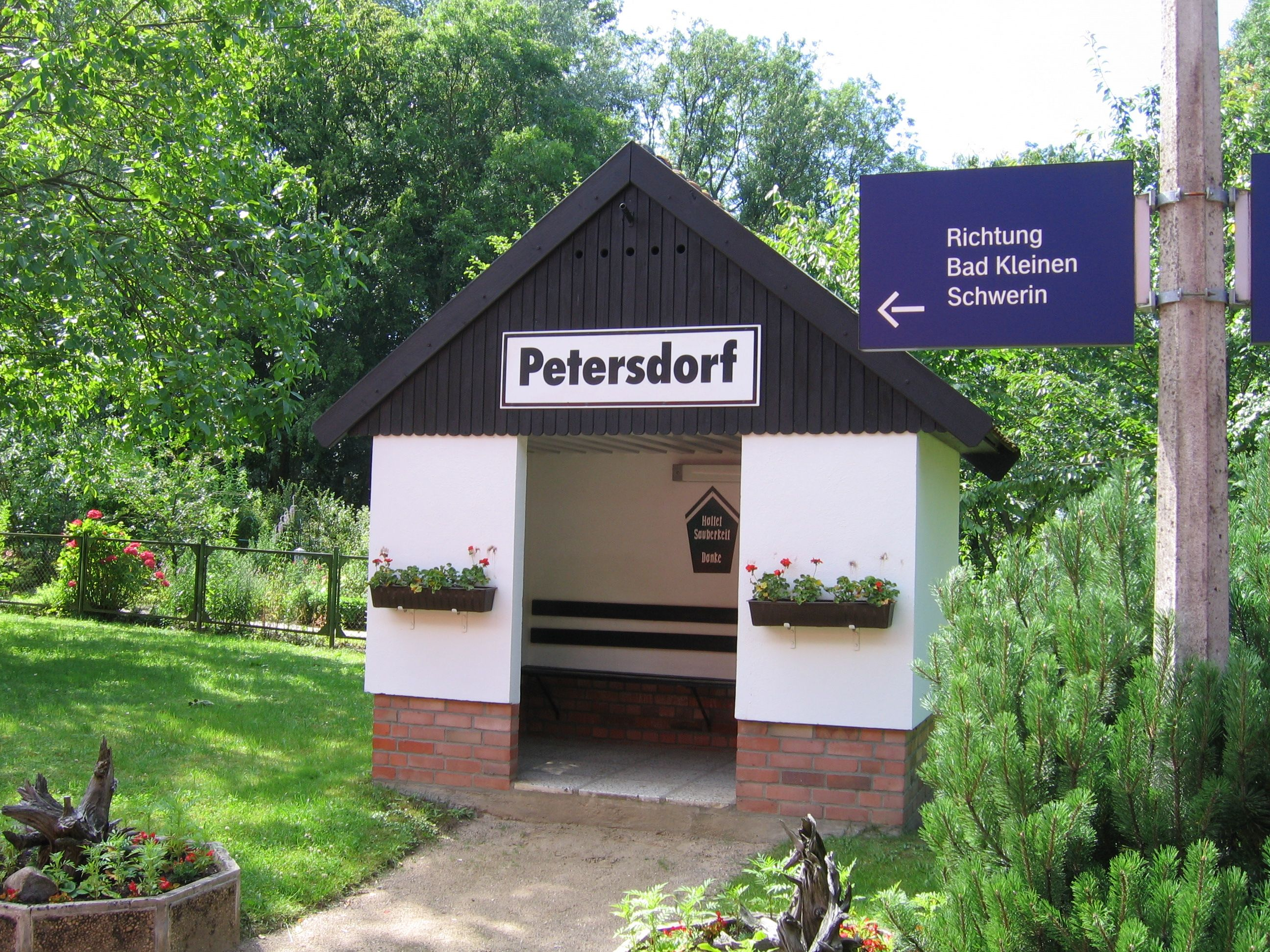
OT Petersdorf
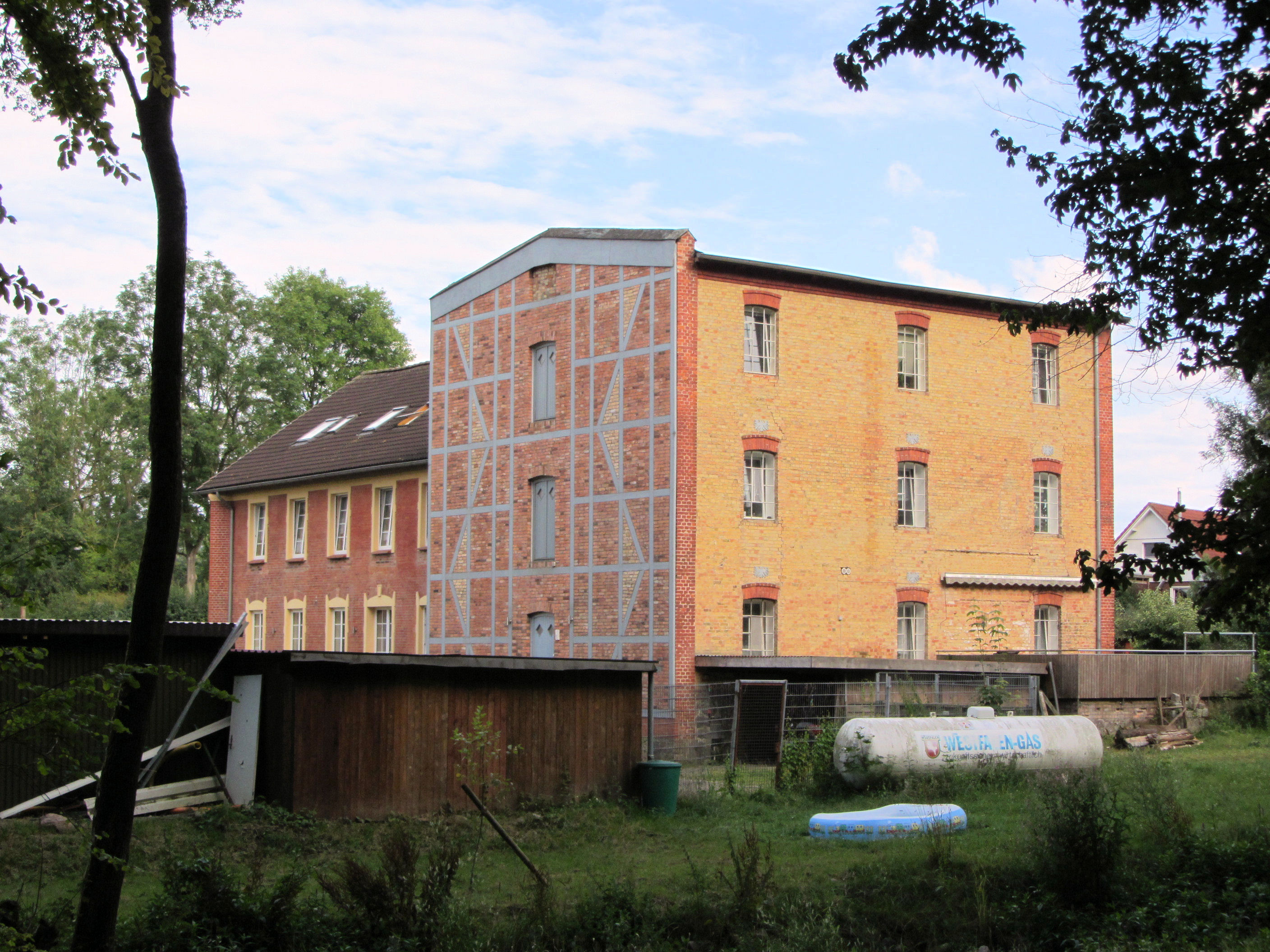
OT Moidentin Wassermühle
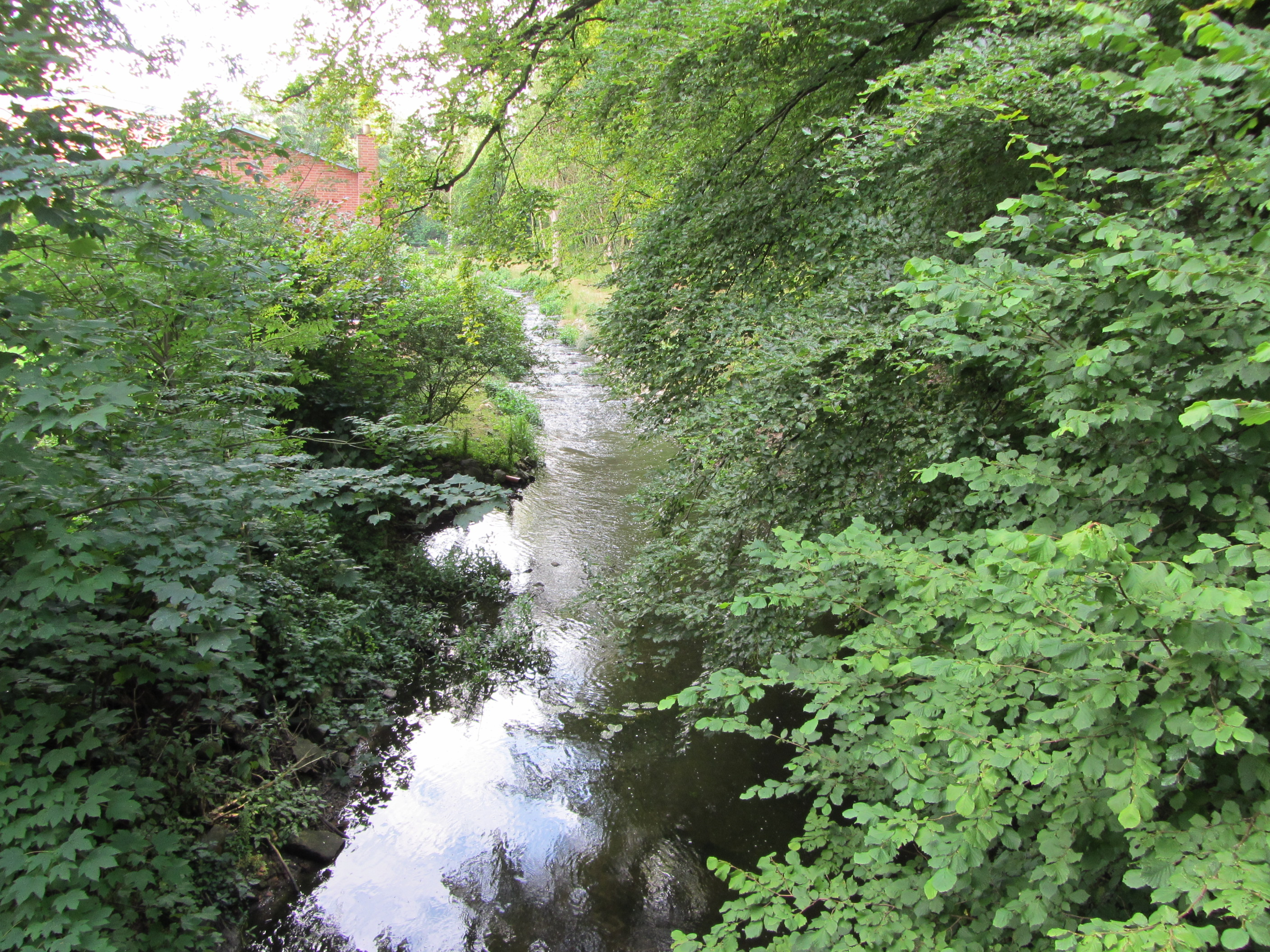
Wallensteingraben

## Wirtschaft und Infrastruktur
In der Gemeinde gibt es zwei Gewerbegebiete.

### Verkehr
Dorf Mecklenburg liegt an der Bundesstraße B 106 von Wismar nach Schwerin und der Landesstraße L 103 nach Kritzow. Die Autobahn A 20 zwischen Lübeck und Rostock verläuft über das Gemeindegebiet. Die nächstliegende Anschlussstelle ist Wismar-Mitte.
Der Bahnhof Dorf Mecklenburg liegt an der Bahnstrecke Ludwigslust–Wismar. Er wird von der Regional-Express-Linie RE 8 Wismar–Wittenberge–Berliner Stadtbahn–Flughafen BER und der Regionalbahnlinie RB 17 Wismar–Ludwigslust jeweils zweistündlich bedient, wodurch sich ein Stundentakt ergibt.

### Bildung
- Kindertagesstätte Mäckelborger Kinnergorden
- Grundschule
- Verbundene Regionale Schule und Gymnasium „Tisa von der Schulenburg“

### Vereine
- Mecklenburger SV mit den Sektionen Fußball, Handball, Badminton, Tischtennis, Volleyball und Gymnastik
- Schachclub Mecklenburger Springer
- Kulturverein Dorf Mecklenburg
- Musikverein Blasorchester Dorf Mecklenburg
- Anglerverein De Petri-Jünger’s

## Persönlichkeiten
- Wilhelm Abraham (1894–nach 1949), Politiker (CDU), Schmied in Dorf Mecklenburg